# Franciszek Radzewski
Franciszek Radzewski z Bnina herbu Łodzia, pseud. Poklatecki Franciszek Equestris Ordinis Polak, (ur. przed 1685, zm. 5 maja 1748) – marszałek sejmu elekcyjnego w 1733, podkomorzy poznański w latach 1720-1748, chorąży nadworny koronny w latach 1706-1708, starosta wschowski w latach 1701-1720, poseł na sejmy i pisarz polityczny.

## Życiorys
Poseł na sejm 1703 roku z województwa poznańskiego. Poseł województw poznańskiego i kaliskiego na elekcję 1704 roku. Był deputatem województwa poznańskiego w konfederacji warszawskiej 1704 roku, po 1704 roku jeden z przywódców stronnictwa Stanisława Leszczyńskiego w Wielkopolsce, krytykujący politykujących biskupów i papieża za wydanie zakazu koronacji Stanisław Leszczyńskiego na króla Polski. Marszałek sejmików nadzwyczajnych województw poznańskiego i kaliskiego w 1704 i 1705 roku. W 1705 roku potwierdził pacta conventa Stanisława Leszczyńskiego. Był posłem na sejmy w 1712 i w 1713 roku. Przystąpił do konfederacji tarnogrodzkiej, mianowany w 1716 jej konsyliarzem. Jako poseł na sejm konwokacyjny 1733 roku z województwa poznańskiego był członkiem konfederacji generalnej zawiązanej 27 kwietnia 1733 roku na tym sejmie. W 1733 roku podpisał elekcję Stanisława Leszczyńskiego. Po elekcji Leszczyńskiego, uszedł wraz z królem do Gdańska, a po kapitulacji dostał się do rosyjskiej niewoli. Więziony był w Elblągu i Toruniu.
Żonaty był z podczaszanką poznańską Wiktorią Bułakowską i Zofią Czarnkowską. Pochowany w podziemiach katedry gnieźnieńskiej.

## Twórczość
Był pisarzem politycznym, autorem m.in. dzieł: Kwestyje politycznie obojętne ..., Poselstwo wielkie Rafała Leszczyńskiego... do Porty Ottomańskiej... 1700 odprawione....

### Ważniejsze utwory
- Kwestie polityczne obojętne, Statum Rzeczypospolitej Polskiej, prerogatywy urzędów w niej, zwyczaje elekcji królów, sejmów, sejmików i inne rzeczy, (Poznań) 1743 (2 wydania); wyd. następne: (Poznań) 1749 (wg Estreichera wyd. tytułowe jednego z wydań z 1743)
- Poselstwo wielkie J. W. J. M. Pana Rafała... Leszczyńskiego... od Najjaśniejszego Króla Jegomości Augusta II i całej Rzeczypospolitej Polskiej od Mustaffy II cesarza tureckiego i całej Porty Ottomańskiej, w interesie konfirmacji traktatów pokoju... roku pańskiego 1700 odprawione, a... zupełnym diariuszem roku pańskiego 1744 do druku podane, Poznań 1744; przekł. francuski: fragmenty pt. "Ambassade du comte Leszczyński à la Porte Ottomane", Journal Littéraire, (Paryż) 1754; przekł. rumuński: fragm. w: P. Panaitescu "Călători poloni in tările române", Bukareszt 1930, Academia Română Studii și Cercetări XVII.
- Remonstracja stanom Rzeczypospolitej Polskiej o trybunałach, koronnym tudzież estymacji wolności i prerogatyw stanu szlacheckiego, politycznymi kwestiami, gruntownymi dowodami, istotnymi racjami, poważnymi królów oraz wielkich, godnością i rozumem, Polaków listami i statystycznym zdaniem... roku 1748 wywiedziona i objaśniona (1748)
- Mowy sejmowe z roku 1733 znajdują się w Bibliotece Ossolińskich, rękopisy: 348/II, 704/I, 732/I

### Listy
- Do Stanisława Leszczyńskiego z 1 listopada 1736, rękopis znajdował się w Ossolineum, nr 1411/II
- Od T. Potockiego z 1 marca 1736 i odpowiedź z 6 marca 1736, rękopis znajdował się w Ossolineum, nr 708/I